# ناتاليا دورادو
ناتاليا دورادو (بالإسبانية: Natalia Dorado)‏ هي لاعب هوكي الحقل إسبانية، ولدت في 25 فبراير 1967 في مدريد في إسبانيا.

## وصلات خارجية
- ناتاليا دورادو على موقع أوليمبيديا (الإنجليزية)
- ناتاليا دورادو على موقع اللجنة الأولمبية الإسبانية (الإسبانية)